# Кронверкский пролив
Кро́нверкский проли́в в Санкт-Петербурге — дугообразная протока реки Невы между Петроградским и Заячьим островами.

## История
Название возникло в начале XVIII века и связано с кронверком Петропавловской крепости, построенным в это же время на его правом берегу.

## Географические сведения
Длина — около 1 километра, ширина — около 50 метров, глубина — до 4 метров. Правый берег укреплён гранитом, по нему проложена Кронверкская набережная. Откосы левого берега задернованы.
Формально, Кронверкский пролив является речным протоком, а термин «пролив» употребляется в данном случае по историческим причинам. Название «Кронверкский проток» может ввести в заблуждение: так иногда называют и находящийся севернее Кронверкский канал, окружающий с трёх сторон кронверк.

## Достопримечательности
- Через пролив сооружены два моста:
  - Иоанновский мост — первый мост в истории Санкт-Петербурга
  - Кронверкский мост
- Кронверк Петропавловской крепости, в котором располагается Военно-исторический музей артиллерии, инженерных войск и войск связи
- Петропавловская крепость
- Ленинградский зоопарк